# بخش شاندرمن
شهر شاندرمن یکی از شهرهای شهرستان ماسال در استان گیلان در شمال ایران است. یکی از نکات مهم شهر شاندرمن داشتن پهناورترین روستای استان گیلان است، این روستا که سیاهمرد نام دارد دارای چهار هزار نفر جمعیت می‌باشد.

## روستاهای شاندرمن
1. اسطلخ زیر
2. امامزاده شفیع
3. انجیلان
4. اولم
5. برگسرا
6. بروج راه
7. بنه‌سرا
8. بی تم
9. پاشکم
10. پشد
11. پلنگ سرا
12. پنگاپشت
13. پیرسرا (شاندرمن)
14. طالب دره
15. توسه‌سرا
16. چاله‌سرا
17. چای خاله
18. چپه‌زاد
19. چماچار
20. چموش دوزان
21. چورک موزان
22. چیت بن
23. خرف کوره
24. خشکه‌دریا
25. خلورجان
26. دِران
27. دلیجان
28. زرابچه
29. زرددول
30. سیاه‌دوله
31. سیاه‌کوه
32. سیاه‌مرد
33. شالکه
34. عنبرادول
35. قَران
36. کفود
37. کفودمژده
38. کوبن
39. کوره جان
40. گرمسر
41. گِسکِمینجان
42. گلوکوه
43. لتشت
44. لَچور
45. لل کن
46. مشه‌که
47. معاف
48. ملک بگور
49. ملک جهان
50. میرمحله (شاندرمن)
51. نیلاش
52. وِزمَتر

## تقسیمات کشوری
- بخش شاندرمن
  - دهستان شاندرمن
  - دهستان شیخ‌نشین

شهر: بازارجمعه (شاندرمن)

## جمعیت
بنابر سرشماری مرکز آمار ایران، جمعیت بخش شاندرمن شهرستان ماسال در سال ۱۳۸۵ برابر با ۲۶۳۴۵ نفر بوده است.

## وجه تسمیه شاندرمن
شاندرمن در بین معمرین و قدما به صورت شاندرمین šānd∂rmin تلفظ می‌شود ولی در بعضی از کتب قدیمی به صورت شاندربین، شاندرمند و در مهر حکومت شاندرمن و ماسال به صورت شاندارمَن حک شده است.
آگاهان محلی که شاندرمن را از نظر قدمت از ماسال جلوتر می‌دانند واژه شاندرمن را چنین تشریح کرده‌اند که در زبان تالشی گویش شاندرمن (شو šo) معادل رفتن، (شو منَه šo m∂na) معادل رفتن با من است، به‌طوری‌که بعضی معتقدند بخاطر این که شاندرمن در گذشته دارای کاروانسراهایی بوده و در واقع محل عبور و اتراق کاروان‌هایی به سمت تالش شمالی و خلخال بوده است به این نام نامگذاری شده است. برخی دیگر نیز معتقدند در دوران قدیم این منطقه شاه نشین بوده است و به همین دلیل آن را شاندرمن (شاه در من) نامیده‌اند. عبدالحسین خان مرزبانی یکی از خوانین شاندرمن، این واژه را به صورت شندرمَن š∂nd∂rman بیان می‌نمودند که (شندرš∂nd∂r) در زبان تالشی به معنی پاره‌پاره می‌باشد. میرزا لطف‌الله وزیری یکی از معمرین شاندرمن می‌گوید از فرانسوی‌هایی که در سال۱۳۱۶ برای خریدن درخت‌های گردو (کهربایی، جمشید، ۱۳۸۰، خاطرات هنرمندان، گیله وا، ش ۶۱، س۹، ص۳۸)به منطقه آمده بودند پرسیدم آن را خوش آواز یا خوش آباد معنی کرده‌اند. برخی نیز شاندرمن را دیاری که راه و معبر آن بسیار شیرین و دلنواز است معنی کرده‌اند و برخی دیگر نیز علت نامگذاری آن را آمدن فردی از کشور شام (سوریه فعلی) می‌دانند که درست بنظر نمی‌رسد.

## ریشه یابی نام شاندرمن
«شان» در ترکی، فرهنگ جهانگیری، فرهنگ رشیدی، غیاث اللغات، انجمن آرا و تحفه الاحباب اوبهی به معنی جامه و پارچه سفیدی است که از هندوستان آوردند. (نقل از دهخدا) و نیز خانه زنبور عسل را گویند که در آن عسل با شد (برهان قاطع). در فرهنگ جهانگیری، رشیدی و غیاث اللغات به نقل از فرهنگ سروری به معنی خانه زنبور عسل آمده است. (نقل از دهخدا)۳٫ شان به معنی زنبور عسل و شاندمین به معنی زلف و کاکل است. شان در تالشی به مومی گفته می‌شود که زنبورهای عسل قبلاً آماده می‌کنند و در حفره‌های آن عسل ریزی می‌کنند (عَسَلَ شونَهasala šuna). (شان دَرšān dar) یعنی در عسل قرار گرفته و (مَنman) به معنی خانواده و خانمان است. «شان» به معنی قدر و مرتبه و شوکت آمده است. (برهان) در فرهنگ نظام و آنند راج به معنی قدر و مرتبه و در فرهنگ جهانگیری به معنی رتبه آمده است (نقل از دهخدا) در این صورت شاندرمن این معنی را می‌دهد:
شان (بلند مرتبه)+ در (حرف اضافه)+ مان و من (خانه)= در خانه باشکوه و بلند مرتبه
«من» در پارسی باستان به صورت mana(مال من) و در اوستا بصورتmana(منه) تلفظ می‌شد. واژه منا به لغت زنده و پازند به معنی گشاد و فراخ باشد و آن را شایگان هم گویند. (برهان) بنابراین این احتمال وجود دارد که شاندرمن در گذشته شاندرمنا یا شاندرمنه تلفظ می‌گردید.

## حاکمان شاندرمن در زمان‌های گذشته
معروفترین خان شاندرمن در عهد فتحعلی شاه، ابراهیم خان شاندرمنی بود که در شاندرمن حکومت موروثی داشت. از طرفی چون دخترش (خانم جان خانم) زوجه بیست و ششم فتحعلی شاه محسوب می‌شد این خان در منطقه خود از قدرت ویژه‌ای برخوردار بود. بعدها از این خانم غیراز دو فرزند که هر دو بعد از تولد مردند فرزندی به دنیا نیامد. (لسان الملک، ص ۲۹۱)
در زمان فریزر ابراهیم خان شاندرمنی یکی از شش خوانین متنفذ تالش به حساب می‌آمد. (رابینو، ص ۹۸) اما ژنرال دورن در سفرنامه اش حاکم شاندرمن را نصراله خان ذکر کرده است. (میرزا ابراهیم، ص ۱۹۸)
در عهد رابینو حکمران شاندرمن نصراله خان پسر رحیم خان پسر نصرت اله خان پسر ابراهیم بوده است. (رابینو، ص ۶) خوانین شاندرمن برای تحکیم بیشتر قدرت خود در منطقه با خوانین ماسال وتالشدولاب وصلت نمودند.
یاذآوری می‌شود در تاریخ گیلان ضمن شرح دهکده‌های شاندرمن از خرابه‌ای موسوم به چله خانه نام برده شده است که سابقاً مرکز نجفقلی بیگ شاندرمنی بوده که گویا حکومت پنج ناحیه تالش را داشته است. (رابینو، ص ۱۳۲)۱۳

## شاندرمن در سفرنامه‌ها
در اواخر قرن سیزدهم(۱۲۷۶ هجری قمری) میرزا ابراهیم در سفرنامه مازندران و استرآباد و گیلان و چندی پس از او خودزکو از منطقه شاندرمن به اختصار یاد کرده‌اند.
در لغتنامه دهخدا به نقل از فرهنگ جغرافیایی کیهان ضمن نوشتن حدود اربعه شاندرمن و شغل اهالی آن، روستاهای انجیلان، شالکه و معاف را به عنوان قرای معتبر آن معرفی می‌نماید و تعداد روستاهای آن را ۳۷ و مساحت آن را ۹ فرسخ مربع می‌نویسد که دارای ۶۴۴ خانوار و ۳۰۰۰ نفر جمعیت می‌باشند. ۱۴
نخستین شخص از تاریخ نویسان و خاطره نگاران ایرانی که در طول قرون و اعصار از شاندرمن نام برده، میرزا ابراهیم صاحب «سفرنامه استرآباد و مازندران و گیلان» است که به سال ۱۲۷۶ هجری قمری تألیف یافت و وی نیز شاندرمن را شاندربین یاد کرده است. وی زیر عنوان «حاکم نشین شاندربین» ـ که در حاشیه، آن را به «شاندرمین» اصلاح کرده‌اند ـ می‌نویسد: «جانب مغرب گیلان حاکم نشین اول ـ شاندرمین، حاکم، نصرالله خان، تفنگچی یکصد و پنجاه نفر و ییلاق و قشلاق دارد. محصولش ابریشم و برنج و روغن و عسل و پشم گوسفند و لباسشان از پشم و) کفش (چموش است. نیمی تالش و نیمی گیلک می‌باشند. ۱۵
الکساندر خودزکو محقق لهستانی الاصل روسی که در دهه ۱۲۵۷ هجری(۱۸۴۰ میلادی) در رشت بود با برآورد۴۰۰۰ نفر جمعیت برای شاندرمن دربارهٔ شاندرمن می‌نویسد: فتحعلی شاه پس از آنکه سرزمین مستقل گسکر را تحت تسلط خود درآورد آن را به پنج بلوک تقسیم کرد که بلوک شاندرمن یکی از آنهاست. همچنین در ادامه می‌نویسد این بلوک کوچک که به کوه‌ها تکیه داده و از هیچ طریقی به دریا راه ندارد ابریشم و دام و گندم و عسل تولید می‌کند. والی آن رضاخان است که در مرکز یعنی در بیتَم اقامت دارد و بلوک شاندرمن به همراه ماسال و تالشدولاب را معمولاً به نام کوهپایه‌های گسکر می‌شناسند و وی مواجب ۱۵۰ تفنگچی شاندرمنی را که در خدمت انزلی هستند ۲۰۳۸ تومان و مستمری مادام العمر و حق تیراندازی برای آنان ۱۳۰ تومان است و مالیاتهای شاندرمن ۲۵۳۰ تومان می‌باشد. ۱۶
از نظر گریگوری والریانویچ ملگونفmelgunof شاندرمن در سال ۱۲۷۷ هجری(۱۸۶۰ میلادی) از زمان هدایت الله خان دارای مردمی فقیر و دهکده‌هایی ویران بوده است. ۱۷
بیست سال پس از این تاریخ(۱۲۹۷ هجری) زنوویفzenovieff گفته است که شاندرمن دارای شانزده دهکده و۱۲۵۰ نفر جمعیت است که چهار دهکده از آن‌ها خراب و بقیه کم جمعیت هستند. ۱۸
رابینو از قول هنتشhaentzseh دربارهٔ ساکنین دهکده معاف که مسکن کردان معافی است که در اصل از زنجان یا خلخال به این منطقه آمده‌اند ـ می‌نویسد:این مردم از فرقه داودی یعنی علی‌اللهی هستند و بقیه سکنه شاندرمن جز عده کمی که مذهب تسنن دارند شیعه هستند. ۱۹
ابونصر میرزا حسامالسلطنه که در سالهای ۱۳۰۵تا ۱۳۰۸ هجری از طرف ناصرالدین شاه حاکم گیلان بود؛ در اوایل آخرین سال حکومتش در گیلان به دستور ناصرالدینشاه، سفری به «طوالش» می‌نماید که ماحصل آن سفر را تحت عنوان «روزنامه و راپورت مسافرت طوالش» به ناصرالدین‌شاه گزارش می‌کند. او نیز از ماسال و سپس از شاندرمن بازدید نموده و در گزارش خویش مفصل در خصوص شاندرمن می‌نویسد: صبح روز چهارشنبه بعد از ادای فریضه، چون مسافت راه (ماسال به شاندرمن) کم بود بعد از صرف نهار به محل شاندرمن که دوم بلوک توالش است، روانه شدم. پس از دادن هدایایی به خوانین ماسال از رودخانه ماسال عبور کرده روانه شدم همه جا از بغله (کنار) کوه به سمت شمال غربی حرکت می‌نمودم. بعضی جدولهای کوچک جاری بود راه هم همه جا تراشیده شده درخت مصادم نبود. آبادی در خط راه کم دیده شد. بعضی درخت‌های کهن که در حقیقت وضع خلقت آن‌ها اسباب تعجب بود مشاهده نمودم. بعد از یک ساعت طی مسافت از خاک ماسال عبور کرده به خاک گسکر رسیدیم چند مزرعه که خاک گسکر و به مالکیت مرزبان خان حاکم شاندرمن است، در عرض راه واقع بود. به واسطه باد گرم قدری اسباب کسالت خود و همراهان گردید. مرزبان خان و پسرهای او در اول خاک شاندرمن با اهالی آنجا که اغلب سواره بوده و با یراق و اسلحه صحیح آمده بودند. از رودخانه چاله سرا که از طرف کوه ییلاق شاندرمن به سمت مرداب جریان دارد عبور کردم این رودخانه آب بسیار گوارا یی دارد یک ساعت به غروب مانده وارد شاندرمن شدم. شاندرمن طرف شمال غربی رشت در دامنه کوه واقع، به نسبت ماسال، جلگه او کمتر و هوا گرمتر مشاهده شد و درخت مرکبات هم بسیار دیدم. پس از استراحت شب، فردای آن روز بعضی از اهالی شاندرمن از سوء سلوک رعایای گسکر نسبت به خودشان بسیار کرده حکم سختی به عهده (مجیب السفرا) نوشته که نایب الحکومه گسکر آن‌ها را از این حرکات زشت منع کرده البته اسبهای اهالی شاندرمن را که به سرقت برده‌اند رد نمایند و اگر رد ننمود تا مراجعت خود به شهر، البته آنچه لازمه حقگزاری است معمول و رفتار خواهد شد. چون آن روز هوای آن محوطه قدری گرم کرد، لهذا برای دیدن جنگل نهار را در کنار رودخانه شاندرمن صرف نمودم یکی از شکارچیان همراه در زمان قلیلی هشت قطعه قرقاول شکار کرده آورد در آن وقت کمال افسوس را خوردم که چرا ممکن نیست به یک واسطه سریعی این طیور خوش نقش و خوش گوشت را تقدیم حضور ملوکانه نمایم ولی چون از آن خیال مأیوس و محروم ماندم برای خانه زاد دولت جهانگیر میرزا به ضمیمه قدری عسل که حاصل کوهستان آنجاست فرستادم. درخت این جنگل شیر مازو و گردو و آزاد است، سایر درخت‌های دیگر هم بود که زغال آن بسیار صلب و خوب می‌شود. از این روز قبل باد گرم بود و لازمه این باد هم این است که حتماً باید انقلابی در هوا پیدا شود، باران آمد. وضع شاندرمن از بی اعتدالی و بی انصافی حکام پنج سال پیش گیلان، بسیار خراب و اهالی پریشان و فقیر دیده شد. به این معنی که خوانین نجیب این بلوک را برای جلب منفعت خودشان به روی یکدیگر واداشته آدم‌فروشی می‌نمودند. حاکم بیچاره محل هم ناچار شده که قرض نماید یا خود یا رعیت را بی پا نموده با حکومت کل سلوک نماید. چنانچه همین مرزبان خان حاکم حالیه، مبلغی الان به خارجه مقروض و تمام املاک او در نزد مردم حاصل مباح به واسطه سابق است لیکن در این دو سال کم‌کم درصدد جبران ایام گذشته برآمده امیدوارم که اگر چندی به همین قسم بگذرد رفع آلودگی و کسالت او بشود و این حاکم بیچاره کمال تحیر از وضع اختصار و سبک مسافرت من نمود، به این معنی که اغلب تدارکاتی از قبیل گوسفند و غیره برای اردوی خیالی حاکم تهیه نموده بود تماماً بدون دست اندازی احدی بر جای خود باقی‌ماند. صبح روز جمعه پس از قطع باران و مساعد شدن هوا محض دلجویی مرزبان خان حاکم و تشویق به خدمات دولت، دو طاقه شال کرمانی به پسرهای او و یک توپ سرداری ترمه هم به خود او داده زیاده از حد مهیج و مشوق خدمتگزاری گردید. از شاندرمن به طرف تالشدولاب حرکت نمودم. خط راه تماماً به طرف شمال حقیقی واقع بود. چون باران بحمدالله موقوف شده بود، هوا طراوت مخصوصی داشت، بعد از طی نیم ساعت طی مسافت از محل حکومتی که موسوم به بیتَم است و قدری راه آن ساخته بود به جنگلهای عمیقی رسیدم حقیقتاً قدر این قسم جنگل و ملک را باید دانست. قریب یک ساعت به طرف شمال از جنگلهای قوی عبور کرده به نهر مختصری (رودخانه دیلیکdilik) که حد و سد شاندرمن و تالشدولاب است رسیدم و وارد منطقه تالشدولاب شدم. ۲۰
هاسینت لویی رابینو دی بورگانه نایب کنسول انگلستان در سال‌های ۱۹۰۶ الی ۱۹۱۲ میلادی (سالهای ۱۲۸۱ تا ۱۲۸۷ شمسی) در رشت شاندرمن به صورت کامل و به زیبایی تمام و کامل معرفی می‌کند که: شاندرمن در میان تالشدولاب و ماسال قرار دارد به‌طوری‌که حدود آن از شمال به تالشدولاب و از جنوب به ماسال و از مشرق به گسکر و از مغرب به خلخال محدود می‌گردد. شاندرمن سابقاً یکی از قسمت‌های منطقه وسیع گسکر بوده است. شاندرمن اکنون دارای ۳۰۰۰ نفر جمعیت است که با کشاورزی و گله داری و پرورش زنبور عسل زندگی می‌کنند. اکثر این مردم به چادرنشینی عادت دارند و به تناسب فصل در کوهستان‌ها به کوچ می‌پردازند. زبان اهالی شاندرمن تالشی است.
رابینو در بخش حکومت می‌نویسد: در حدود یک قرن است که حکومت این ناحیه در خانواده خان فعلی نصرالله خان فرزند رحیم خان فرزند نصرالله خان فرزند ابراهیم خان موروثی می‌باشد. رابینو در بخش رودخانه‌ها می‌نویسد: رودخانه شاندرمن از ده جریان آب تشکیل می‌شود که یکی از دولی گیریَهduli girya از شمال می‌آید و به نام اَمرادول amrādul معروف است و دیگری از خشکَه دَریا x∂ška daryā در جنوب. در ناحیه دران d∂rān رودخانه به تالشَه خالَه tāl∂ša xāla معروف است و در سه فرسنگی مرداب از آن جدا می‌گردد. این رودخانه به دو شاخه منشعب می‌شود. شاخه جنوبی به نام چاله سرا یا مرغک در کُتُمجان kotomjān به خالکایی xālkāie ماسال می‌پیوندد و شعبه شمالی به نام واوَیلاvāvailā در بهمبر به مرداب می‌ریزد. نهرهای چاله سرا عبارتست از: گَنزِرganzer در شمال، تونکَه آب در جنوب، میر محله در جنوب، لیپا lipā در شمال، کَرَم لات در جنوب، لُنگ lung در شمال، چَمَنی دَغَن در جنوب، دولَه ملال dula m∂lāl در جنوب، چلمَه سرا دَغَن در شمال، شالیکِهšālike در شمال، پاشکَم دَغَن pāškam در شمال، سارمَه دَغَن در شمال، کران دَغَن در جنوب، ویشَگا دَغَن در شمال، میان گَسکَرَ دَغَن، کَهنَه دَغَن در شمال، میان دَغَن در شمال، چوشَه دَغَن در شمال، غربا در جنوب، نوده دَغَن در جنوب، کُتُمجان در جنوب، نوکَنده که در شمال به خالکایی منتهی می‌شود، در جنوب غربا رودخانه کوچکی است به نام بیجار خالَه که به نیزارهای کنار مرداب می‌رسد و به کرجیها (قایقها) اجازه می‌دهند تا به ساحل برسند، کیشَه خالَه و میان خالَه در شمال که جز در فصل زمستان و پاییز نمی‌توانند به مرداب برسند. رودخانه‌های دیگر شاندرمن از ییلاقهای عیسیَ زا و پَلَنگَ سرا سرچشمه گرفته، از اورماurmā واقع در میانکوه که می‌گویند در محل شهری قدیمی قرار دارد می‌گذرند. یک کیلومتر پایین‌تر کوهی مسیر رودخانه را به سمت تالشدولاب تغییر می‌دهد؛ و زمین‌های پست شاندرمن از این آبها استفاده نمی‌کند. کوه‌های ییلاقی شاندرمن عبارتست از: سیا مار، سرَسی، کردان، واشیار، النزَه بالا و اَلَنزَه پایین، سر دول، سیفی، هَژدانسَر، نوژدانسَر، ربارون پِشت، سیا بیل، دولی گیریَه، بابوئه چال، سَندَه پِشتَه، اسکَتان، سراچَه پِشت، سنگَه خوار، جیرَ دیلار، بیَه چال، کورَه کَش، آرا جَپا.
خشکَه دَریا منطقه گود افتاده‌ای است که در حدود ۵/۱ کیلومتر طول و به همین اندازه هم عرض دارد و با تیغه کوهی که خلخال و شاندرمن را از هم جدا می‌کند چندان فاصله ندارد. در آنجا آثار قناتهایی دیده می‌شود که نشان می‌دهد از این محل به عنوان مخزن آب استفاده می‌کردند. ییلاقهای مجاور خشکَه دَریا در جنوب زمین‌های پست شاندرمن عبارتست از: وَارنابی، لَچور، لاکتراشان، هَرمِه، روخنَه سر، لِلِکون، خرونبَرَنگا، گُلگول، حاجی بجار، کوچیَ چِمَه، ساوناوَر که سابقاً دهکده بزرگ و فعلاً به صورت خرابه‌ای است. زمین آن مرتع است و اهالی شاندرمن چند روزی از اواخر بهار را در آنجا می‌گذرانند. فاصله ماسال به بیتَم دو فرسنگ و فاصله بیتَم به خمیران (انزلی) که در حاشیه مرداب است دو فرسنگ و فاصله بیتَم به پونل در منطقه تالشدولاب سه فرسَنگ است.
رابینو در پایان نوشته‌های خود دربارهٔ شاندرمن، دهکده‌های آن را به شرح زیر برمی‌شمارد که شامل: اَنجیلان، اولَم، بایَزاد (بایَزا)، بَشکام مَجد الدوله (پاشکَم)، بیتَم (در پای کوه قرار داشته و مرکز نایب الحکومه است)، پَلَنگَ سرا، پیرَسرا، شالکِه (این دهکده به شالکه بالا و پایین تقسیم می‌شود)، چاله سرا (در ساحل رودخانه‌ای به همین نام قرار دارد و روزهای جمعه بازاری در آن تشکیل می‌شود. غریب علی محله و جَفا سرا قسمت‌هایی از چاله سرا می‌باشد)، چَپَه زاد، چلَه خانه (خرابه‌ای است که سابقاً مرکز نجفقلی بیگ شاندرمنی بوده است که حکومت ۵ ناحیه از تالش را داشت)، چُماچار (دارای بازاری در روزهای سه شنبه است)، چَموشدوزان، خَرفَکورَه، خُنَسی، سلَه چَر (اسطلخ زیر)، سیا دولَه، سیاه مرد، شکاری، شیخ نشین، سیفی، عیسی زاد، گسکمینجان، کَنگولَه ماژیَه (کَنگولَه مازو)، کوره (می‌گویند این ناحیه در محل یک شهر قدیمی قرار دارد)، کوره جان، لاکتراشان، معاف، ملک بگور، ملک جهان، میرمحله، نیلَش (نیلاش)، خلَوَرجان است و درآمد شاندرمن طبق نوشته‌های رابینو ۰۲/۱۸۵۱۷ قران می‌باشد. در کتاب رابینو بعضی از دهکده‌های فعلی شاندرمن به نام‌های بَرگَه سرا، پاشکَم، پَلَنگَ سرا، چُماچار، دلیجان، کُفود، کُفودمژده، قَران و معاف در قسمت گسکر جای داده شده‌اند. ۲۱
مارسل بازن و کریستیان برمبرژه در رابطه با بازار شاندرمن می‌نویسد: بازار جمعه شاندرمن که نمونه‌ای از بازارهای هفتگی مشخصه دشت گیلان بین پره سر و کلاچای است می‌توان در حالت کلی به تمام منطقه گیلک تعمیم داد. این بازارها یک یا دو بار در هفته بسیاری از فروشندگان دوره‌گرد (بازارمج) را در یک جا و در اطراف دکان‌های دائمی که بعضاً تعدادشان زیاد است جمع می‌کند؛ ولی دربقیه روزهای هفته فعالیت در این مراکز کم و کسالت‌آور است. این بازارها سابقه طولانی دارد و حد اقل در اوایل قرن نوزدهم وجود داشته است. تعداد کسانی که امروزه از این بازارها خرید می‌کنند مبین زنده بودن فعالیت آن‌ها است. در این مورد با موقعیتی برخلاف قاعده عمومی روبرو هستیم که در آن بازارهای متناوب که در همه جا به عنوان حالت بدوی تجارت شناخته شده، در منطقه‌ای که از لحاظ تجارتی بسیار مجهز است از اهمیت برخوردارند. علت آن را می‌توان در نقش اجتماعی این بازارها که به اندازه فعالیت اقتصادی آن‌ها مهم است دانست؛ زیرا بازار بهترین محل ملاقات اشخاص در منطقه‌ای است که روابط افراد در آن با یکدیگر چندان گسترده نیست۲۲
مارسل بازن با ترسیم نقشه بازار شاندرمن با عنوان خدمات عمومی در محله‌های شاندرمن می‌نویسد: عملاً در محله‌های شاندرمن مغازه‌های دیگری وجود ندارد و حتی تعداد زیادی از آن‌ها فاقد تجهیزات ابتدایی یعنی قهوه‌خانه ـ بقالی هستند. ۲۳
برمبرژه جهت مطالعات مردم‌شناسی و بررسی روش‌های گوناگون بهره‌برداری از خاک و فعالیت‌های تولیدی موجود در گیلان از ۱۰ منطقه به عنوان نقاط نمونه استفاده نمود که یکی از آن نقاط روستای نیلاش شاندرمن بود و صفحاتی از کتاب خود را به این روستا و عکس‌های آن اختصاص داده است. ۲۴
در دائرةالمعارف مصاحب، مرکز شاندرمن «بازار جمعه» و تشکیل بازار نیز روزهای جمعه اعلام شده است ولی در سایر منابع آورده‌اند که بازار مزبور در چاله سرا، یکی از روستاهای شاندرمن تشکیل می‌گردید. ۲۵
دکتر منوچهر ستوده در کتاب از آستارا تا آسترآباد می‌نویسد: از گذشته شاندرمن اطلاعی در دست نیست و نام این بخش در کتب جغرافیایی و تاریخی به چشم نمی‌خورد. دهکده بیتَم که تا امروز بر جای است در سال ۱۳۳۱ قمری یعنی زمانی که رابینو کتاب گیلان خود را می‌نوشت حاکم‌نشین این بخش بوده است و از شاندرمن دو راه به خلخال می‌رود: راه دهکده شال خلخال که از لَچور و کوهسار و خشکه دریا و سرخ سنگان (سرَسی) می‌گذرد. راه کلور که از روخنَه سَر و پایین لَچور و اَمرادول و آویجَه پاسَر و الَنزَه و سیا بیل و گدوک می‌گذرد. وی با قرار دادن بقعه امامزاده شفیع ابن موسی الکاظم (ع) در دهکده قشلاق‌نشین امامزاده شفیع شاندرمن، بقعه پیران بَست در پَلَنگَ سرای شاندرمن، بقعه آقا سید ابراهیم ابن موسی ابن جعفر (ع) در شاندرمن و بقعه ملا محمد در وزمَتَر شاندرمن در آثار و بناهای تاریخی شاندرمن در تشریح این بقعه‌ها می‌نویسد:
بقعه امامزاده شفیع ابن موسی الکاظم علیه السلام در دهکده قشلاق‌نشین امامزاده شفیع شاندرمن
بنایی است مربع به ابعاد ۷۰/۳ متر، چهر طرف بنا، ایوانی به طول ۹ متر و عرض ۷۰/۲ متر است و هر ایوان نه ستون چهار سوی چوبین دارد. دیوارهای این بنا چوبین و مشبک است و داخل اتاق و در وسط آن صندوقی چوبین مشبک به طول ۱۸۰ و عرض ۹۵ و ارتفاع ۱۲۰ سانتیمتر است. صحن امامزاده دری چوبین به ایوان قبلی دارد. این عبارات بر کتیبه بالای در و قسمت بالا و پایین چهارچوب آن دیده می‌شود: بسم الله الرحمن الرحیم السلام علیکم یا امامزاده شفیع ابن موسی الکاظم باعث بانی شد علی ابن رستم خان عمل خان سعید … سید محمد و احمد ابن استاد آقا بابا سارشک بود.
این عبارات با مرکب سیاه بر طرف چپ چهارچوب نوشته شده است: در آستانه پایین بقعه متبرکه تاریخ ساختمان معجرکاری به خط جمل و حساب ابجدی حک شده به لفظ بود تا خمسک مثلاب و دت اخ م س ک ۱۰۷۳٫ سقف صحن بقعه واشان کشی و از رو پل کوبی است. سقف ایوان‌ها واشان کشی خالی بدون پل کوبی و لمبه کوبی است. مراسم علم بندی در این بقعه روز اول محرم و علم واچینی روز سیزدهم محرم یعنی سوم امام برپا می‌شود. سنگ قبر کوچکی در قبرستان بقعه است. این عبارات بر آن خوانده شد: هذا مرقد مرحوم مشهدی یعقوب علی ولد علی ۱۳۰۶٫نشانها:شانه و مهر.
بقعه آقا سیدابراهیم بن موسی بن جعفر علیه السلام در پاشکم شاندرمن
بنای قدیمی این بقعه را خراب کرده و به جای آن بنای جدیدی برپا کرده بودند. بنای جدید مستطیل شکل است و یک زاویه آن که نزدیک به مرقد است تدویر دارد. صندوقی چوبین ساده به طول ۱۶۹ و عرض ۱۰۸ و ارتفاع ۱۱۰ سانتیمتر در یکی از زوایا قرار داشت. سقف بنا لمبه کوبی و بام آن حلب سر است. مسجدی متصل به بقعه است. دو سنگ فسیل حلزونی که می‌گفتند از محل قبر بیرون آورده‌اند، از خارج بر دیوار مسجد نصب کرده بودند و اظهار می‌کردند اینها خط شجری است. مراسم علم بندی اول محرم و علم واچینی هفدهم محرم و گاهی بیست و هشتم صفر در این بقعه برپا می‌شود.
بقعه پیران بست در پلنگ سرای شاندرمن
این بقعه، اتاقی مربع شکل است که سه طرف آن ایوان دارد. عرض ایوان‌ها ۸۰ سانتیمتر است. وسط اتاق صندوقی چوبین ساده است. سقف بنا و ایوان‌ها واشان کشی و سراسر بام آن‌ها لتِ پوش است. چند اصله درخت آزاد کهن که یکی از آن‌ها پوسیده و بر زمین افتاده بود، اطراف بقعه دیده شد.
بقعه ملامحمد در وزمَتَر شاندرمن
بنای اصلی بقعه از خارج به طول ۷۰/۳ و عرض ۵۰/۳ متر است. صندوقی چوبین در وسط بناست. سه طرف بقعه ایوان دارد. عرض ایوان جنوبی ۱۷۰ و ایوان‌های شرقی و غربی ۹۰ سانتیمتر است. سقف هر ایوان بر پنج ستون چهار سو متکی است. جلو ایوان‌ها دستک تکائل دارد. سقف بقعه واشان کشی و از رو پل کوبی است. بام سراسر بنا لت پوش است. دو درخت آزاد کهنسال در پشت بناست. محیط دایره درخت غربی ۴۵۰ سانتیمتر و محیط دایره درخت شرقی ۷۵۰ سانتیمتر است.
باقی‌مانده آثار و بناهای تاریخی بخش شاندرمن را که پاره‌ای از آن‌ها ممکن است بسیار قدیمی باشد به صورت زیر دسته‌بندی می‌کند:
۱ـ بقعه درویش (شاه میر) نزدیک دهکده چاله سرا۲ ـ بقعه اولم ۳ ـ مسجد قدیمی چاله سرا ۴ ـ سید رضا مسجد در دیله جان (دلیجان) ۵ ـ مسجد قدیمی و آجری و بناهای قدیمی حاکم‌نشین در بیتم ۶ ـ آقا سید عبدالله بن موسی بن جعفر (ع) در ملک جهان ۷ ـ میرزا علی آقا مسجد در سیاهدوله ۸ ـ بقعه آقا سید محمد و مسجد آن دربایه زاد شیخ‌نشین ۹ ـ بقعه میرون قبر خانه و مسجد آن در ملک بگور شیخ‌نشین ۱۰ ـ بقعه شاه نجف و مسجد شیخ‌نشین – لب جاده – نزدیک پل ۱۱ ـ مسجد شیخ‌نشین در دهکده شیخ‌نشین در دهکده شیخ‌نشین ۱۲ ـ سید مدینه یا (بجاره سری ایمازده) در شیخ‌نشین ۱۳ ـ بقعه جیر سرا با مسجد آن در سلی چر ۱۴ ـ چله خانه در جنگل نزدیک بی تم ۱۵ ـ بقعه رشکوم بالای سییابناور ۱۶ ـ قلعه سیا وناوَر ۱۷ ـ قلعه کله پیرسر ۱۸ ـ قلعه دیه گا ۱۹ ـ بقعه بار گابروم ۲۰ ـ قلعه پشت – نزدیک بارگابروم ۲۱ ـ گنگ آبی که از کوه سویله سر به خشکه دریا می‌آید. ۲۲ ـ بقعه میان راه شاندرمن به کفوت ۲۳ ـ امامزاده پیلیم معروف به شاه معلم بر سامان میان شاندرمن و خلخال. ۲۶
همچنین در دیگر کتب مانند کتاب گیلان و آذربایجان شرقی اثر مارسل بازن و کریستیان برمبرژه، تالش منطقه‌ای قومی در شمال ایران اثر مارسل بازن، کتاب مسکن و معماری در جامعه روستایی گیلان اثر برمبرژه و … که در قسمت کتاب‌های مردم‌شناسی و جغرافیایی دسته‌بندی می‌شوند نیز از شاندرمن و روستاهایش بسیار نام برده شده است که از نوشتن بسیاری از مطالب آن‌ها در این مقال صرفنظر نمودیم.

## نقش شاندرمنی‌ها در تاریخ
مردم شاندرمن از نظر قومیت تالش هستند و همان‌طور که می‌دانیم قوم تالش با تمدنی دیرینه و افتخارآمیز از دوران باستان در ایران سکونت داشتند و از اقوام بومی ایران محسوب می‌شوند که حکومت مستقل بزرگ کادوسیان را تشکیل داده بودند. تالش نام قومی است که در غرب دریاچه کاسپین (خزر) به موازات کوه‌های تالش و در محدوده جغرافیایی از رود کورا تا بریدگی سفیدرود در کشور جمهوری اسلامی ایران و جمهوری آذربایجان زندگی می‌کنند و در کشور ما در عنبران نمین استان اردبیل، آستارا، لَوَندَویل، چوبر، حویق، لیسار، هشتپر (تالش)، اسالم، پره سر، رضوانشهر، شاندرمن، ماسال، ماسوله و ماکلوان سکونت دارند.
شاندرمنی‌ها در طول تاریخ تفنگچی‌های ماهری بوده‌اند چنان‌که حسین احمدی در کتاب تالشان با برشمردن جنگجویی تالشان که به دلیل برخورداری از توانایی فیزیکی بالا و چیره‌دستی در تیراندازی حفاظت اکثر شهرهای گیلان را به عهده داشتند و تعدادی از آن‌ها حتی به عنوان مزدور به خدمت دشمنان تالشان نیز درمی‌آمدند از قول سفرنامه بُهلر می‌نویسد از پانصد تا ششصد تفنگچی که از انزلی محافظت می‌کردند ۱۵۰ نفر شاندرمنی، ۱۵۰ نفر گسکری، ۱۵۰ نفر کرگانرودی و ۳۸ نفر ماسوله‌ای بودند.
میرزا احمد لنکرانی نویسنده اخبارنامه تفنگچیان پیاده که از تالشدولاب و شاندرمن در جنگهای ایران و روس شرکت داشتند و وارد لنکران شدند را هشت هزار نفر بیان می‌کند.
شاندرمنی‌ها در نهضت جنگل چه به عنوان موافق یا مخالف نقش داشته‌اند که به بررسی آن می‌پردازیم:
نصرالله خان بیتَمی که از موافقین میرزاکوچک خان در شاندرمن بود در جنگ ماسوله عده‌ای از جنگجویان شاندرمنی از جمله رمضان خان رستمی، قدرت‌الله بیگ پلنگ سرایی، جانعلی جمالی، یگان و اکبر چپه زادی، براگُل پورمحمد و … را به یاری میرزا گسیل داشت. در نقطه مقابل حسن رضاخان قَرانی که از موافقین بی چون و چرای سردار مقتدر و مخالف میرزاکوچک خان بود در روستای چاله سرا و در جنب مسجد آن با نقشه حسن خان آلیانی (معین الرعایا) به قتل رسید و وی که سد آهنین سردار مقتدر و بسیار بانفوذ و تأثیرگذار در شاندرمن بود شکسته شد.
یکی از جنگ‌هایی که نیروهای جنگل انجام دادند جنگی معروف به جنگ سیفی با نیروهای سردار مقتدر در ییلاق سیفی sifi شاندرمن بود که منجر به شهادت غلامعلی بابا ماسوله‌ای به همراه صد نفر از نیروهای رزمنده تحت امرش شد.

## مشاهیر
- هادی حمیدی (خواننده)
- قسمت خانی (خواننده)
- هوشنگ امیر احمدی (تحلیل‌گر سیاسی و استاد دانشگاه)
- کامیار بامداد (هنرمند)